# Nicodemstraße 10–12 (Mönchengladbach)

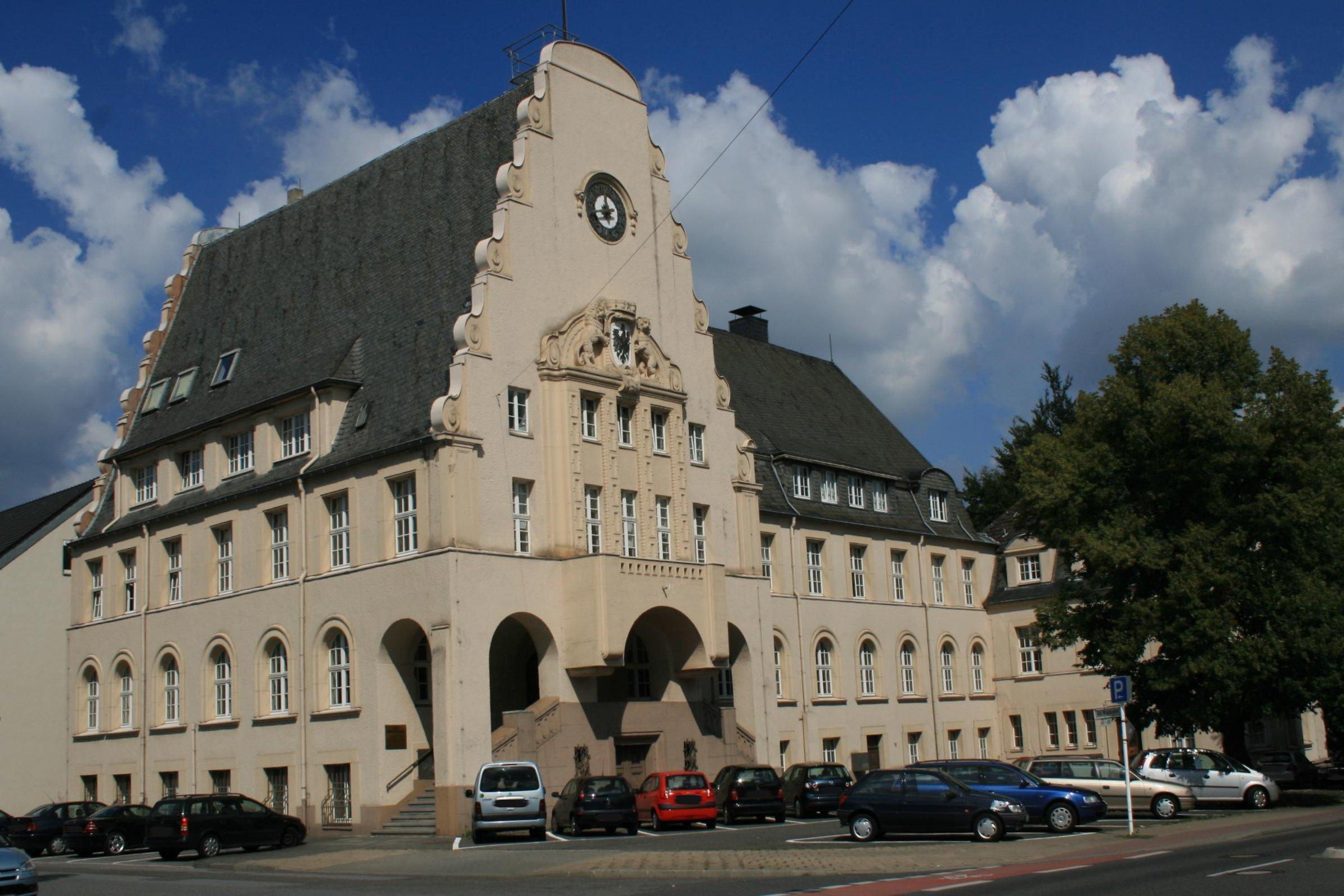
Verwaltungsgebäude (2010)

Das Verwaltungsgebäude Nicodemstraße 10–12 steht im Stadtteil Waldhausen in Mönchengladbach (Nordrhein-Westfalen).
Das Gebäude wurde 1912–1914 erbaut. Es ist unter Nr. N 005 am 24. Mai 1985 in die Denkmalliste der Stadt Mönchengladbach eingetragen worden.

## Lage
Das Verwaltungsgebäude an der Nicodemstraße bildet mit der Pfarrkirche St. Peter eine Baugruppe, die im stark industriell geprägten Stadtteil Waldhausen einen wesentlichen architektonischen Schwerpunkt setzt.

## Architektur
Das ehemalige Rathaus der Gemeinde Mönchengladbach-Land wurde 1912–1914 errichtet. Das auf einem T-förmigen Grundriss stehende Gebäude bekommt durch das nach Osten angeschlossene Bürgermeisterwohnhaus die Form einer Dreiflügelanlage. Das zweigeschossige Gebäude wird von einem steilgeneigten Schieferdach überdeckt.
Der repräsentative Bau der Nachjugendstilzeit von überdurchschnittlicher Qualität ist aus stadtgeschichtlichen, architektonischen und städtebaulichen Gründen erhaltenswert.